# Prosopocera subvittata
Prosopocera subvittata là một loài bọ cánh cứng trong họ Cerambycidae.